# Nahari
Nahari (奈半利町?) è una cittadina giapponese della prefettura di Kōchi.